# Військово-Грузинська дорога
42°30′16″ пн. ш. 44°27′14″ сх. д. / 42.504578055556° пн. ш. 44.453936944444° сх. д.

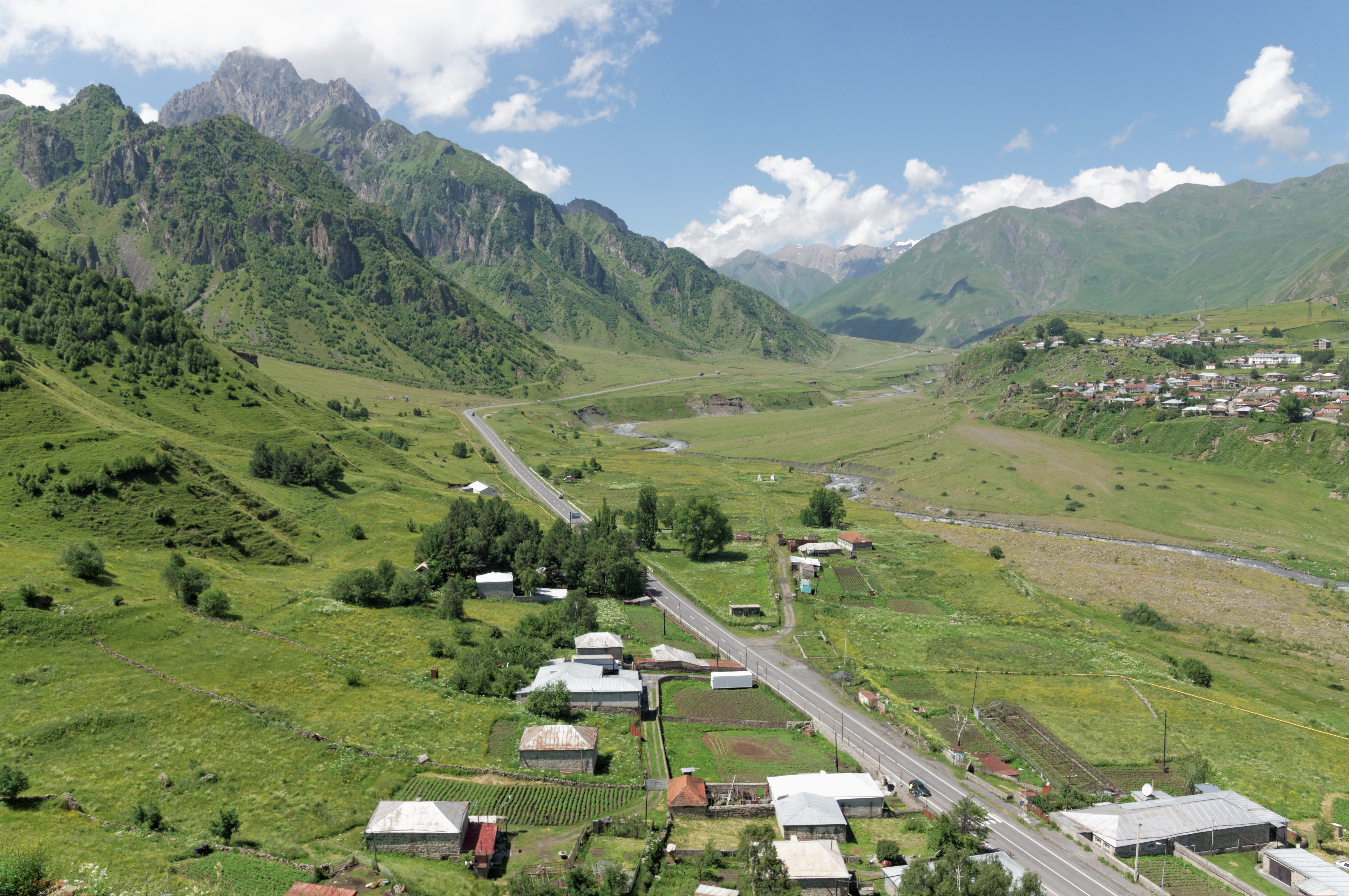
Військово-Грузинська дорога

Військово-Грузинська дорога (груз. საქართველოს სამხედრო გზა, сакартвелос самхедро ґза, ос. Арвыкомы фæндаг, дослівно: «дорога Небесної ущелини») — історична назва дороги через Головний Кавказький хребет, що сполучає міста Владикавказ (Північна Осетія) та Тбілісі (Грузія), завдовжки 208 км. Дорога піднімається по долині річки Терек, перетинає Скелястий хребет по Дар'яльській ущелині, потім по ущелині річки Байдарка піднімається до Хрестового перевалу (висота 2384 м), звідки спускається в долину річки Біла Арагві і по правобережжю річки Кура підходить до Тбілісі.

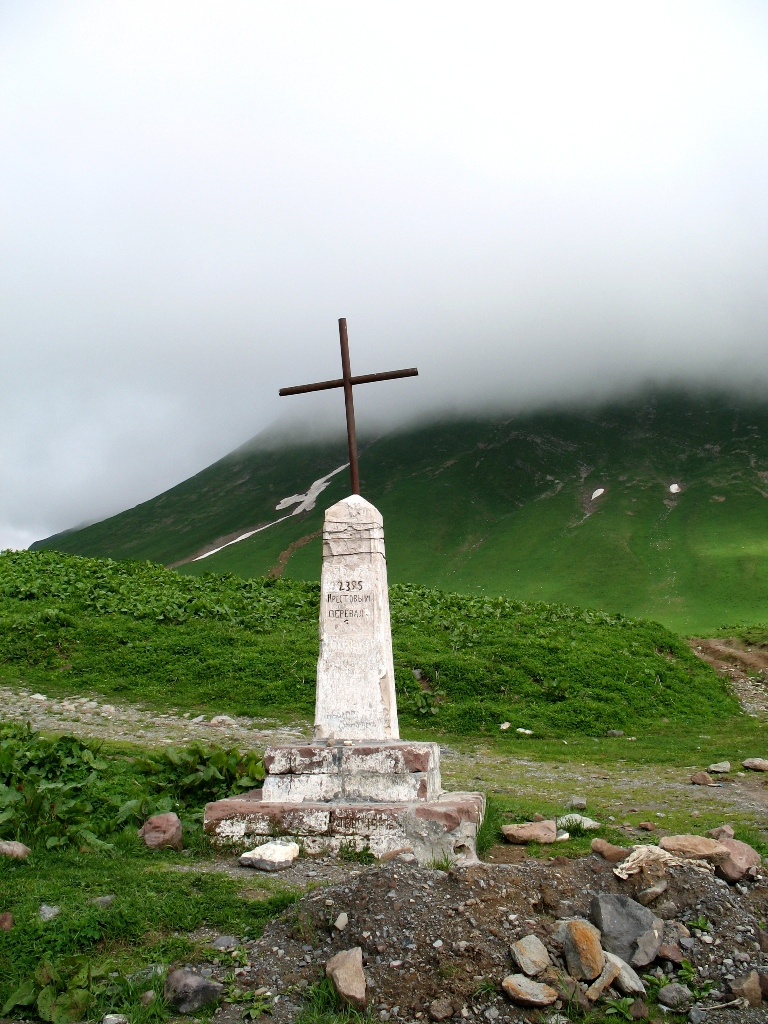
Хрестовий перевал

Контрольно-пропускні пункти на російсько-грузинському кордоні — Верхній Ларс (Північна Осетія, Росія) та Даріалі (до 2008 року — Степанцмінда) (Грузія).

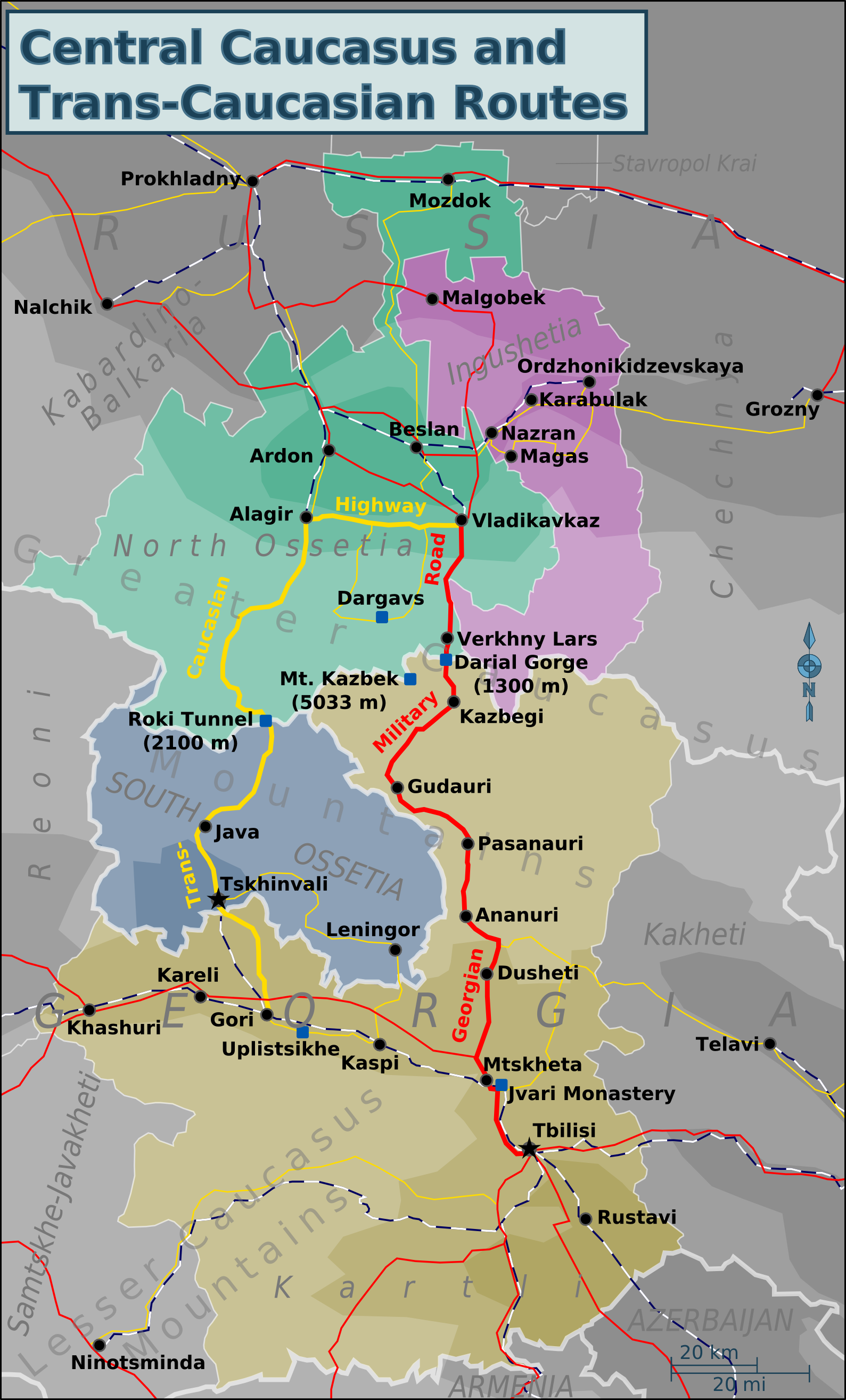
Мапа Військово-Грузинської дороги

У травні 2014 року дорога була тимчасово закритою через зсуви на грузинській стороні.
З 20 серпня 2014 року дорога знову була закрита через сель майже на два тижні.

## Історія

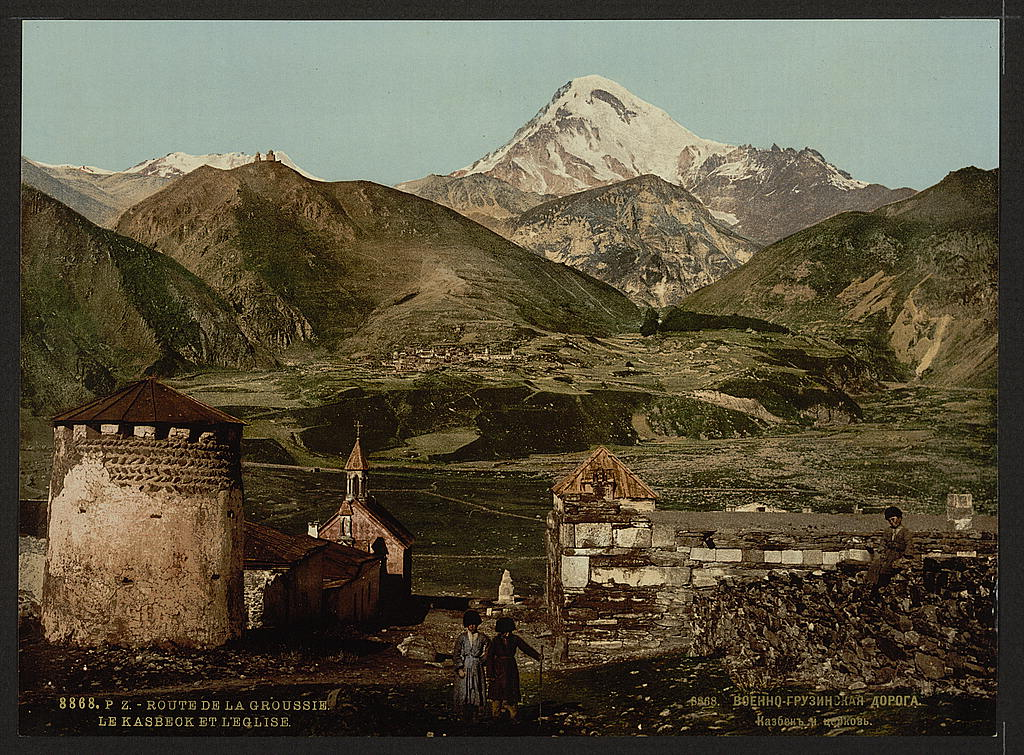
Військово-Грузинська дорога описана в декількох знаменитих творах, таких як «Герой нашого часу» і «Дванадцять стільців»

Початок будівництва російськими військами Військово-Грузинської дороги був пов'язаний з підписанням у 1783 році Георгіївського трактату про протекторат Росії над Грузією. Одночасно було засновано російську фортецю Владикавказ. Дорога пролягає древнім історичним шляхом, що сполучав Північний Кавказ та Південний Кавказ через Дар'яльську ущелину.

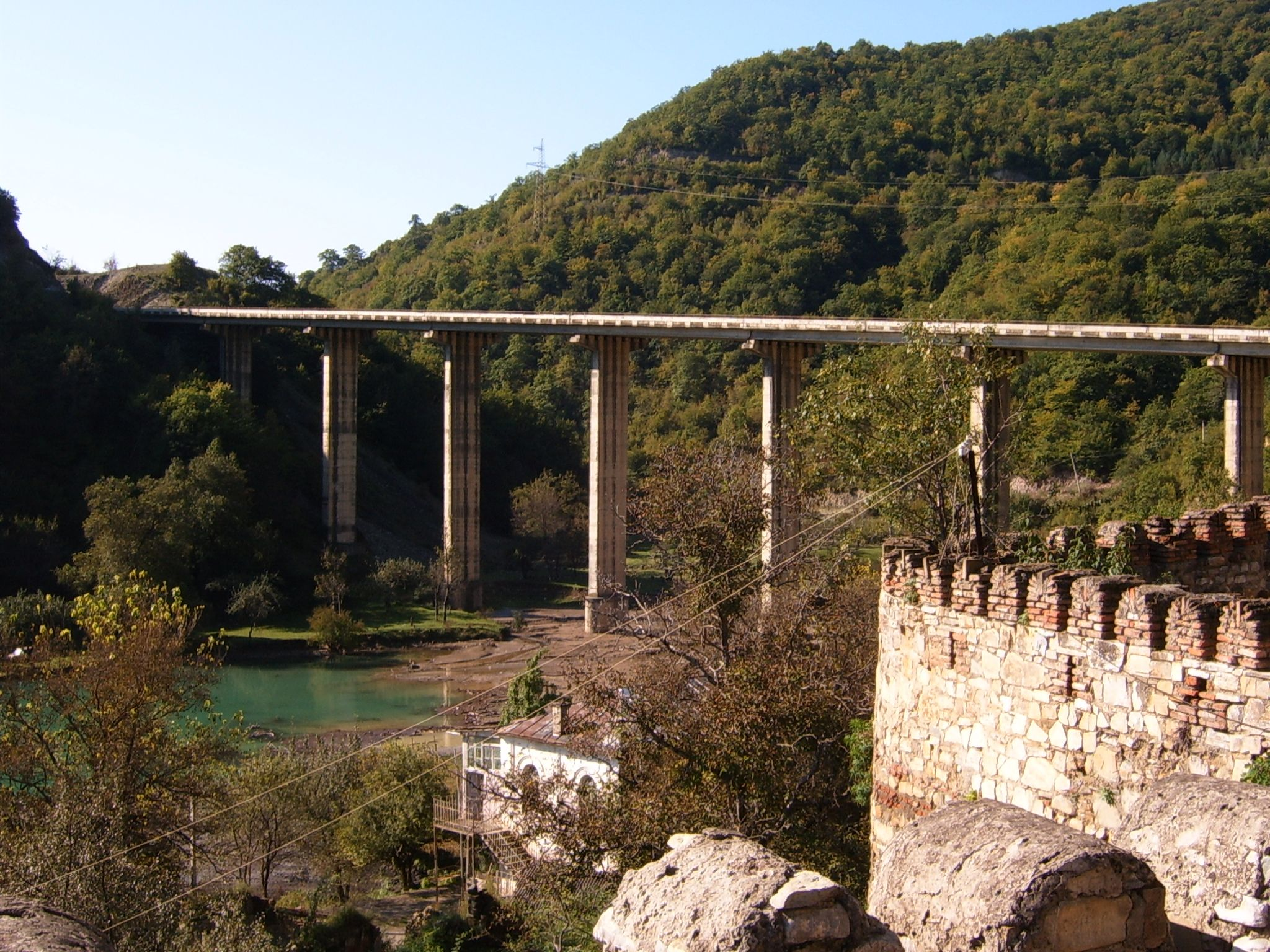
Автомобільний міст поблизу селища Ананурі. У правому нижньому кутку видно ділянка стіни Фортеці Ананурі XVI—XVIII століть

Постійне сполучення по дорозі було відкрито у 1799 році. Після приєднання Грузії до Росії, у 1801) році, почалося будівництво нової, поліпшеної Військово-Грузинської дороги. 1863 року дорожнє полотно дороги було шосовано.

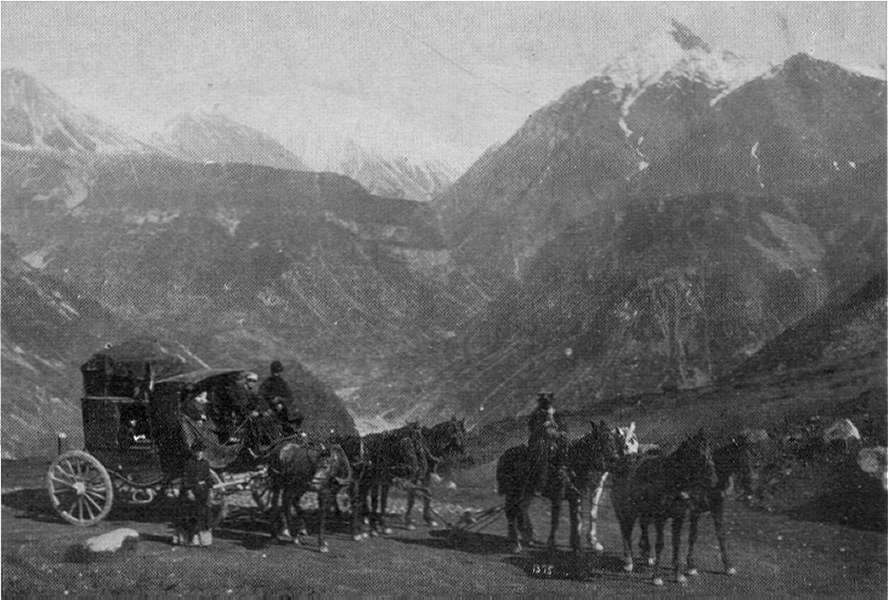
Військово-Грузинська дорога (1911)

Військово-Грузинська дорога відіграла велику роль в розвитку економічних зв'язків між Росією і Закавказзям. У різні роки дорогою проїздили Олександр Грибоєдов, Олександр Пушкін, Михайло Лермонтов, Володимир Маяковський.

## Пам'ятки
По всій трасі дороги зустрічаються грузинські пам'ятки старовини: собори, фортеці, сторожові вежі. На Військово-Грузинській дорозі розташовані Мцхета (древня столиця Грузії), монастир у Джварі (кінець VI — початок VII століть), Земо-Авчальська ГЕС.
- «Єрмоловський камінь» — «Махмад кхера» — велетенський гранітний валун в заплаві річки Терек, неподалік від селища Верхній Ларс на російсько-грузинському кордоні, принесений з гір під час льодовикових обвалів Девдоракського льодовика, — одного з льодовиків Казбека.
- Гора Казбек (5033 м), одна з найвищих вершин Кавказу, а біля її підніжжя — мальовнича Троїцька церква в Гергеті.
- Дар'яльське укріплення, побудоване у 1804 році в Дар'яльській ущелині для охорони дороги.
- «Замок Тамари» — розвалини старої вежі на протилежному березі Терека.
- Середньовічні сигнально-сторожеві вежі.
- Сіонський гай — зелений оазис серед снігових вершин Кавказу.
- Хрестовий перевал — вища точка Військово-Грузинської дороги, найзручніший прохід в центральній частині Головного Кавказького хребта.
- Гудаурське провалля і саме високогірне на Військово-Грузинській дорозі селище Гудаурі, за яким дорога звивистим Земомлетським спуском досить круто (на 1000 м) спускається в ущелину річки Арагві. Спуск складається з 6 ярусів, вирубаних в лавових породах, і є чудовим зразком інженерного мистецтва середини XIX століття. Цю ділянку було відкрито для руху лише у 1861 році.
- Замковий ансамбль пізньофеодальної епохи — фортеці XVI—XVII століть в селищі Ананурі.

## Значення Військово-Грузинської дороги

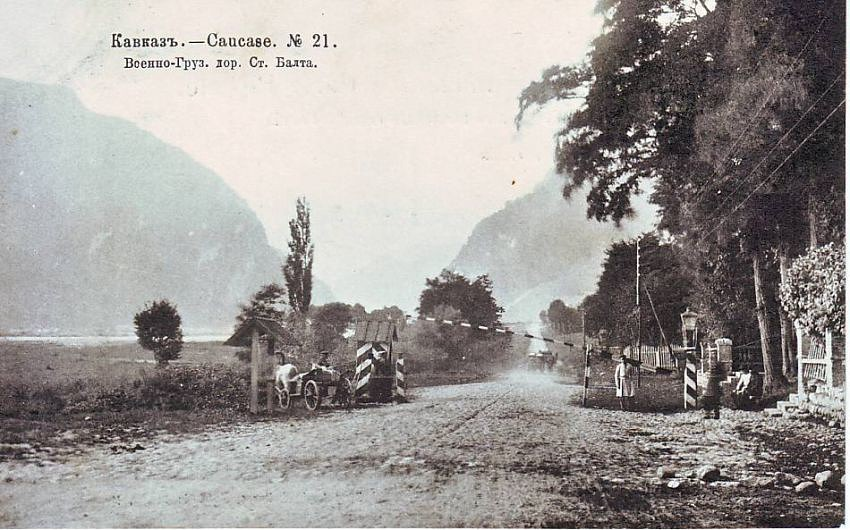
Військово-Грузинська дорога

Військово-Грузинська дорога є одним з основних транспортних маршрутів, що зв'язують з Росією не лише Грузію, але і Вірменію, блоковану зі сходу Азербайджаном через невирішений понині Карабаський конфлікт. Автомобільне сполучення Грузії з Росією уподовж Чорноморського узбережжя (через Адлер — Сочі) закрите у зв'язку з неврегульованістю ситуації між Грузією та окупованою російськими військами Абхазією.
Інший вихід у зовнішній світ для Вірменії можливий лише через грузинські чорноморські порти Поті і Батумі, по Транскаму або через Іран.

## Закриття дороги (2006—2010)
З 11 липня 2006 року Військово-Грузинську дорогу з боку Росії було закрито на невизначений термін. Формальним приводом для закриття дороги стала реконструкція контрольно-перепускного пункту «Верхній Ларс» на російській ділянці кордону. Фактично легальний в'їзд з Росії в Грузію автомобільним транспортом був неможливий.
1 березня 2010 року відновлена робота КПП «Верхній Ларс». Відкриття російсько-грузинського кордону має особливо велике значення для Вірменії, до закриття Військово-Грузинської дороги біля третини вантажів республіки транспортувалося саме по цій дорозі.

## Цікаві факти

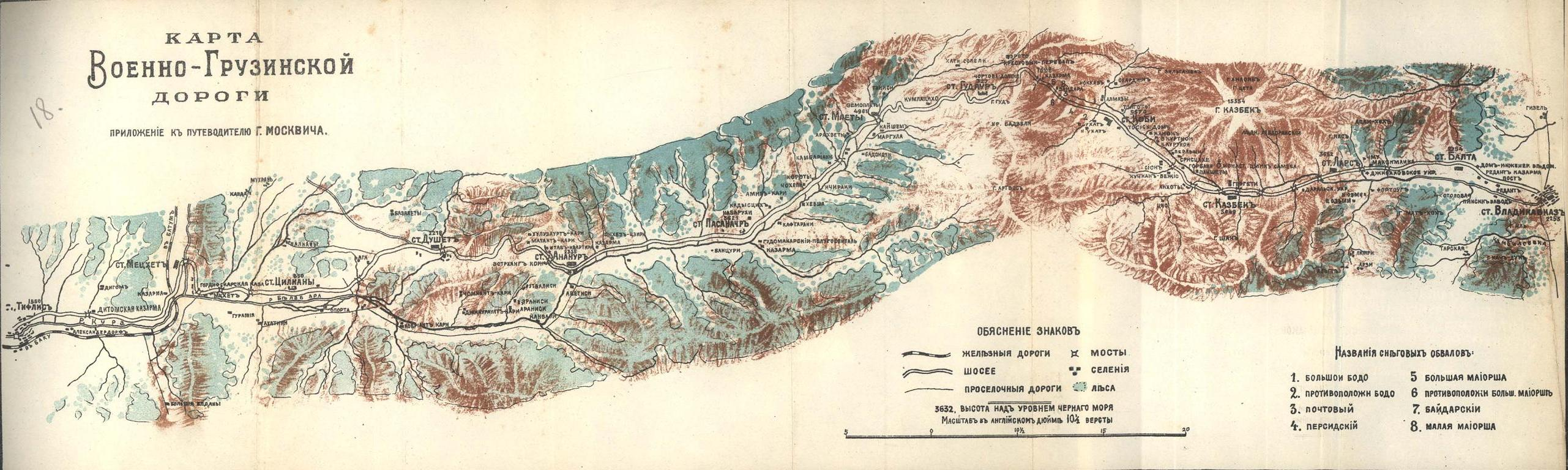
Мапа Військово-Грузинської дороги (1913)

У 1910—1914 роках уздовж Військово-Грузинської дороги планувалося побудувати міжміську трамвайну колію від Владикавказу до Тифлісу завдовжки 202 версти, забезпечивши живлення контактної мережі декількома міні-гідроелектростанціями. Реалізації цього плану завадила Перша світова війна.

## Фотогалерея

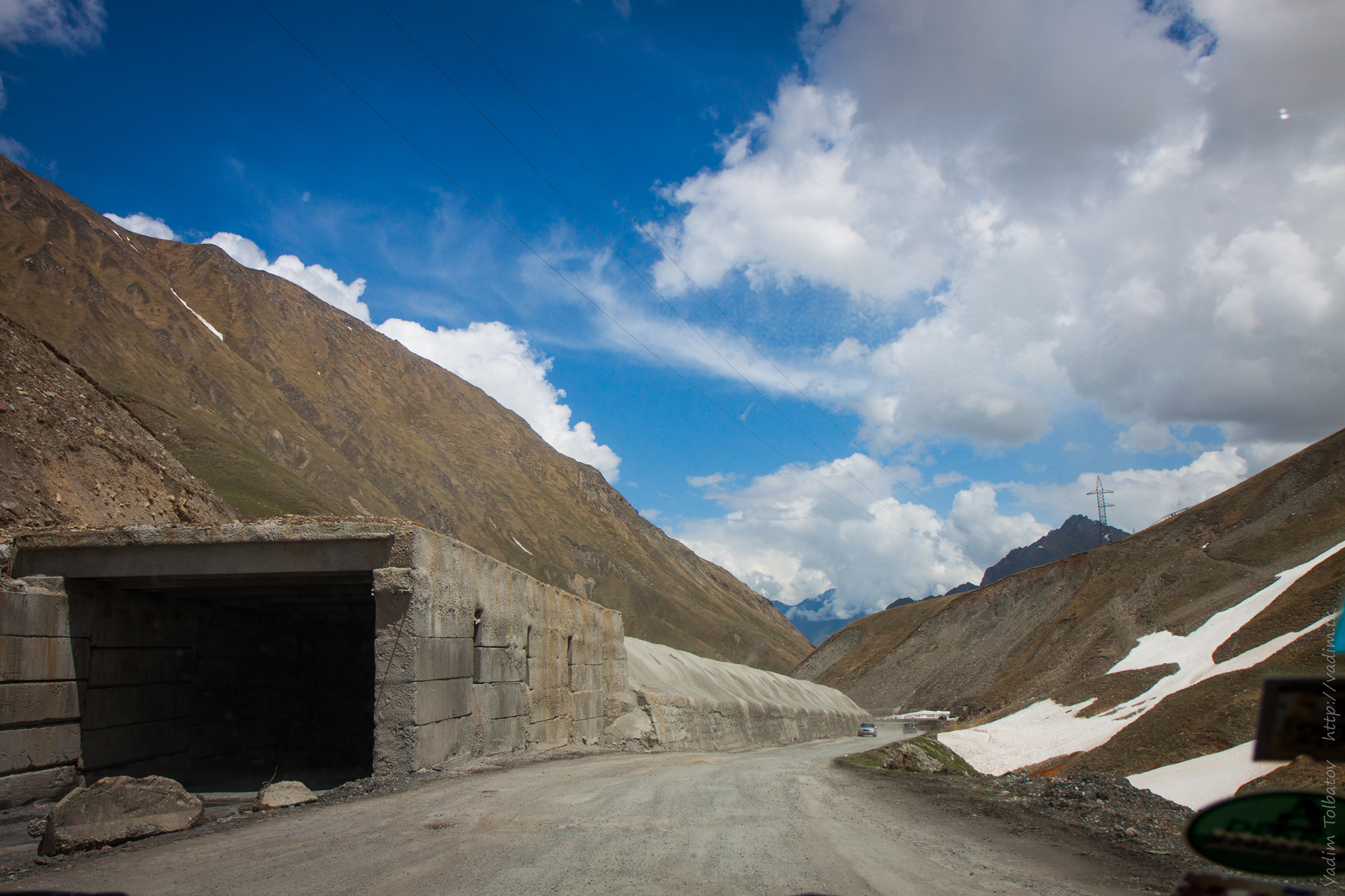
Більшість тунелів неосвітлена, тому використовуються тільки в лавинонебезпечний період (травень 2013 року)
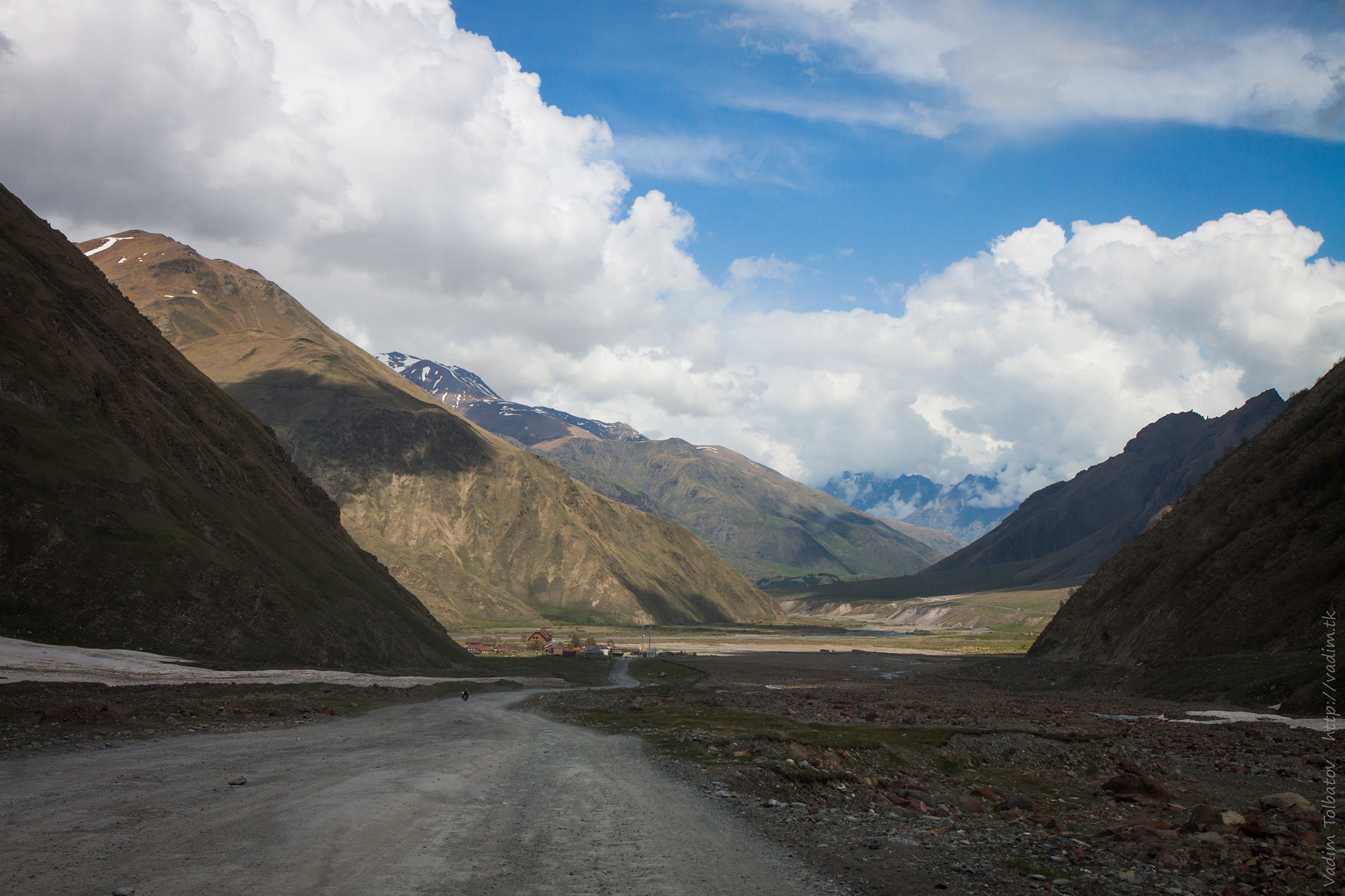
Загальний вигляд Військово-Грузинської дороги
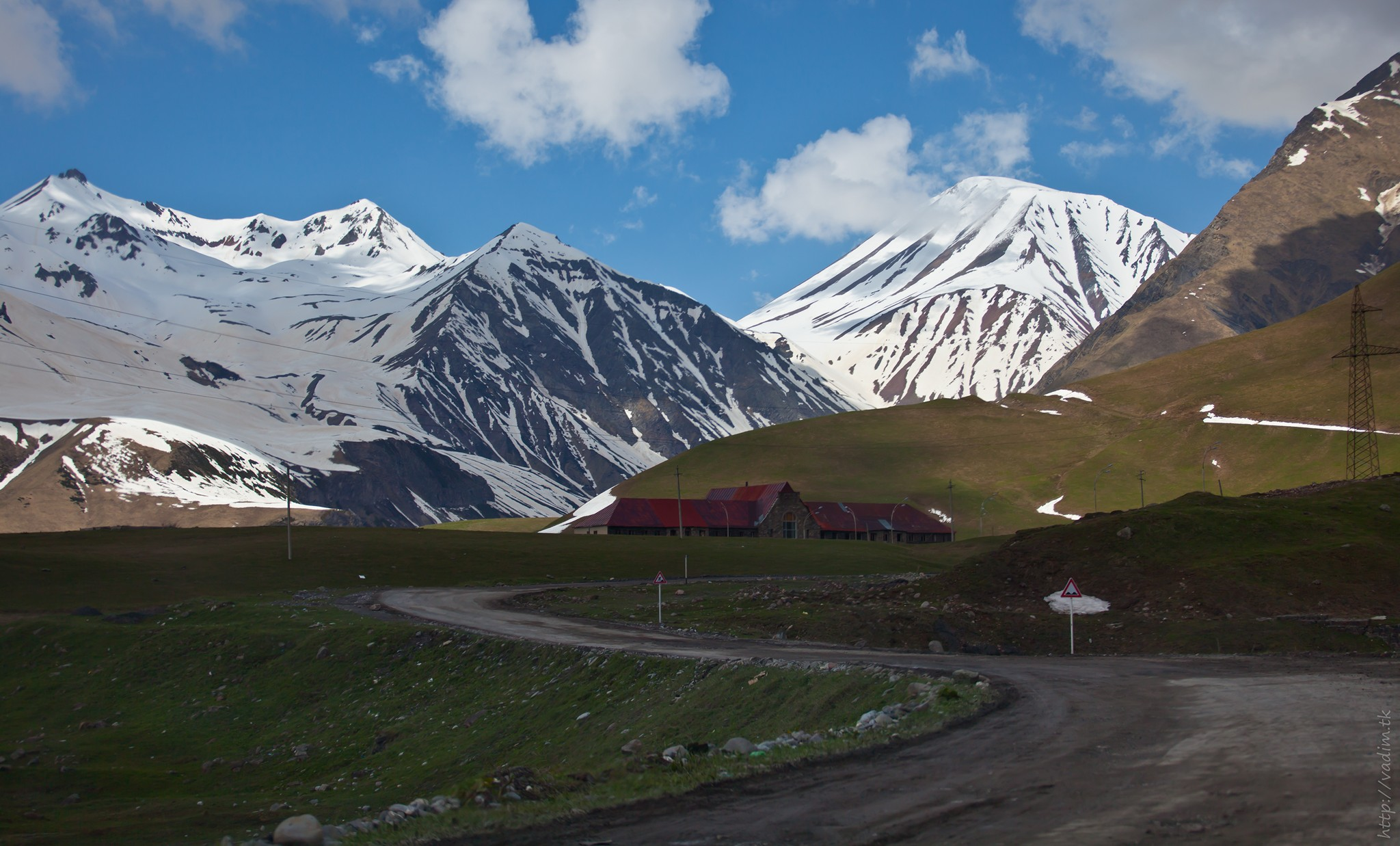
В околицях гірськолижного курорту Гудаурі
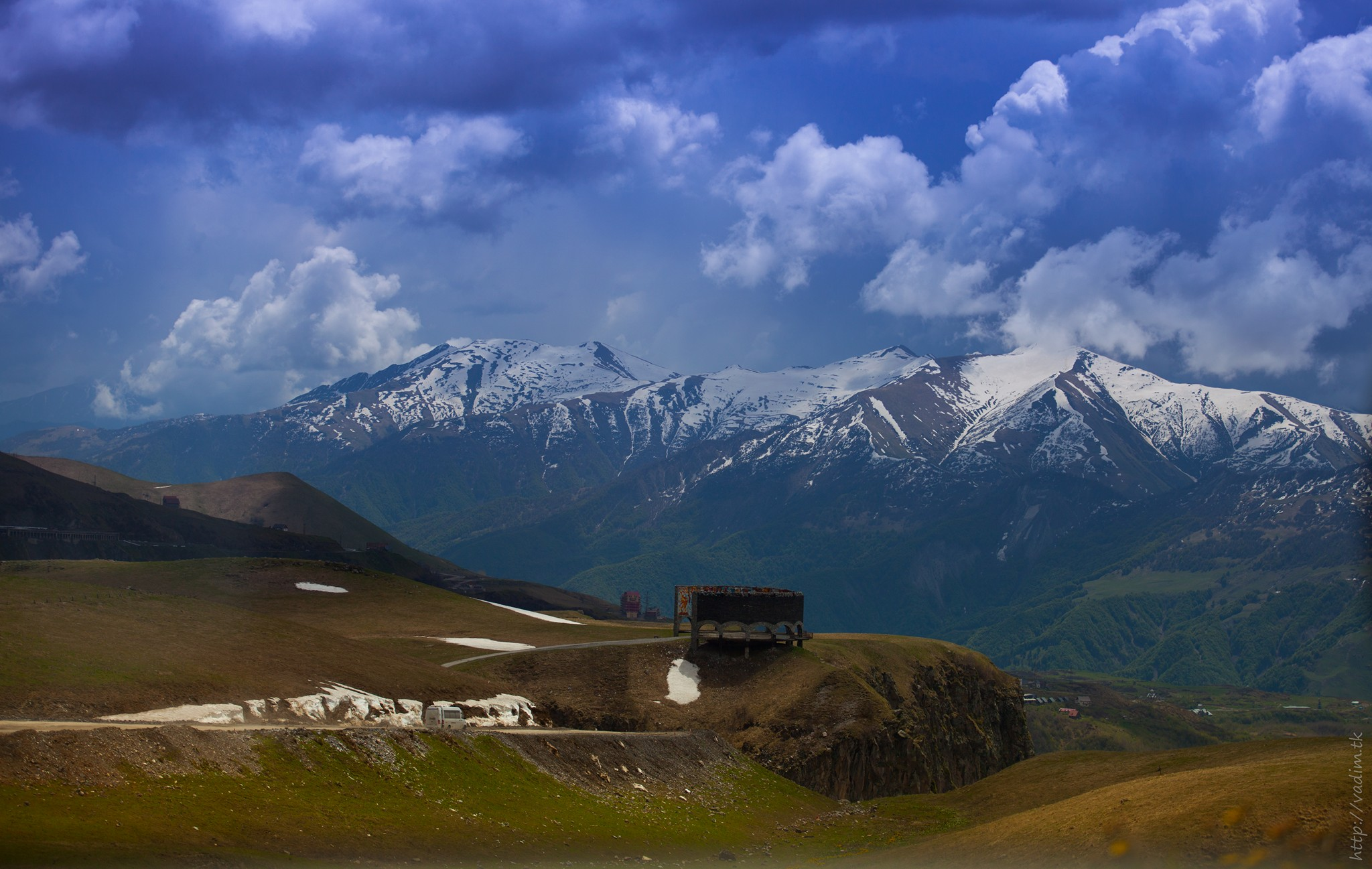
Пам'ятник російсько-грузинської дружби 1983 року — одна з пам'яток
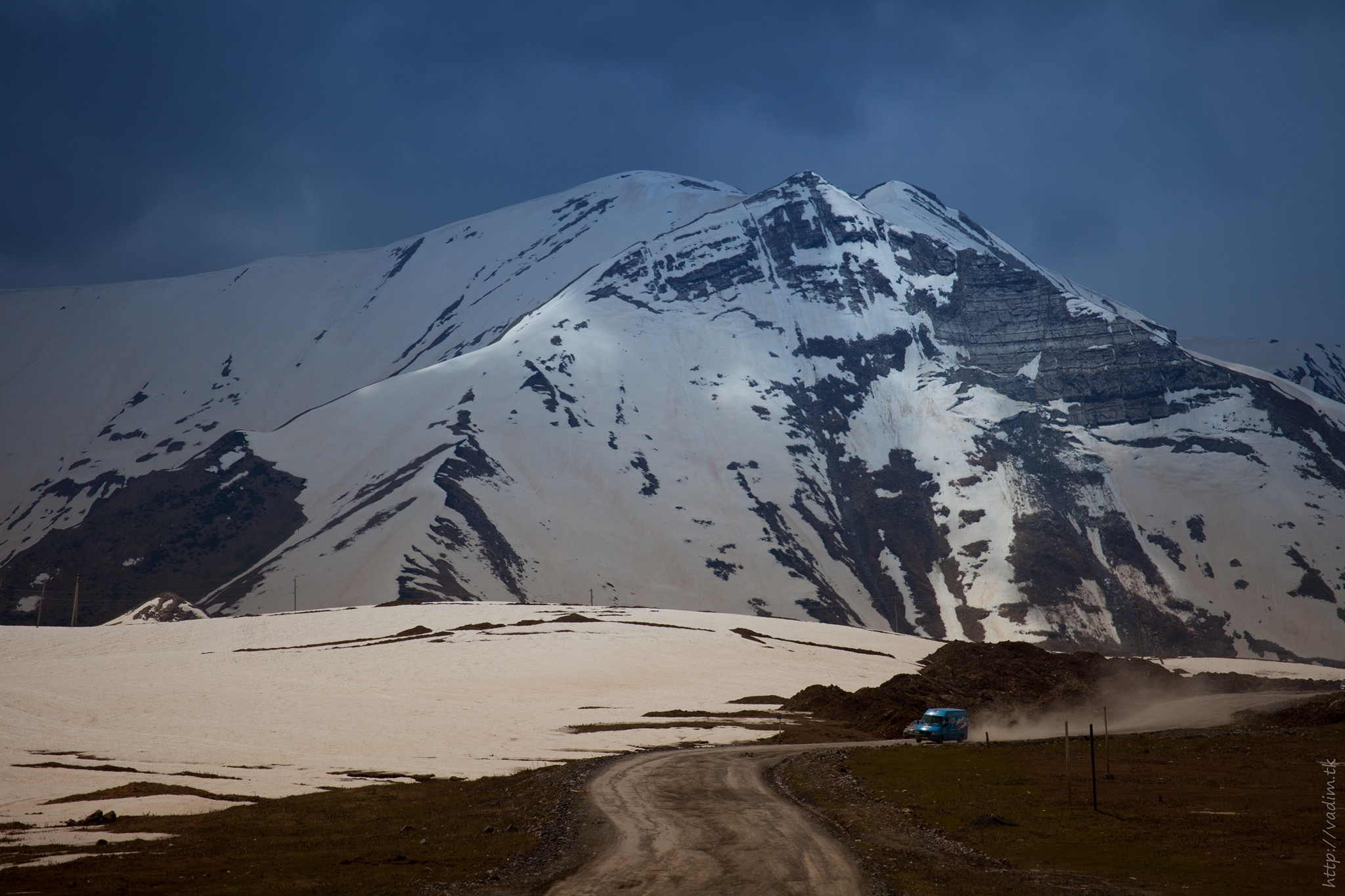
В районі Хрестового перевалу.
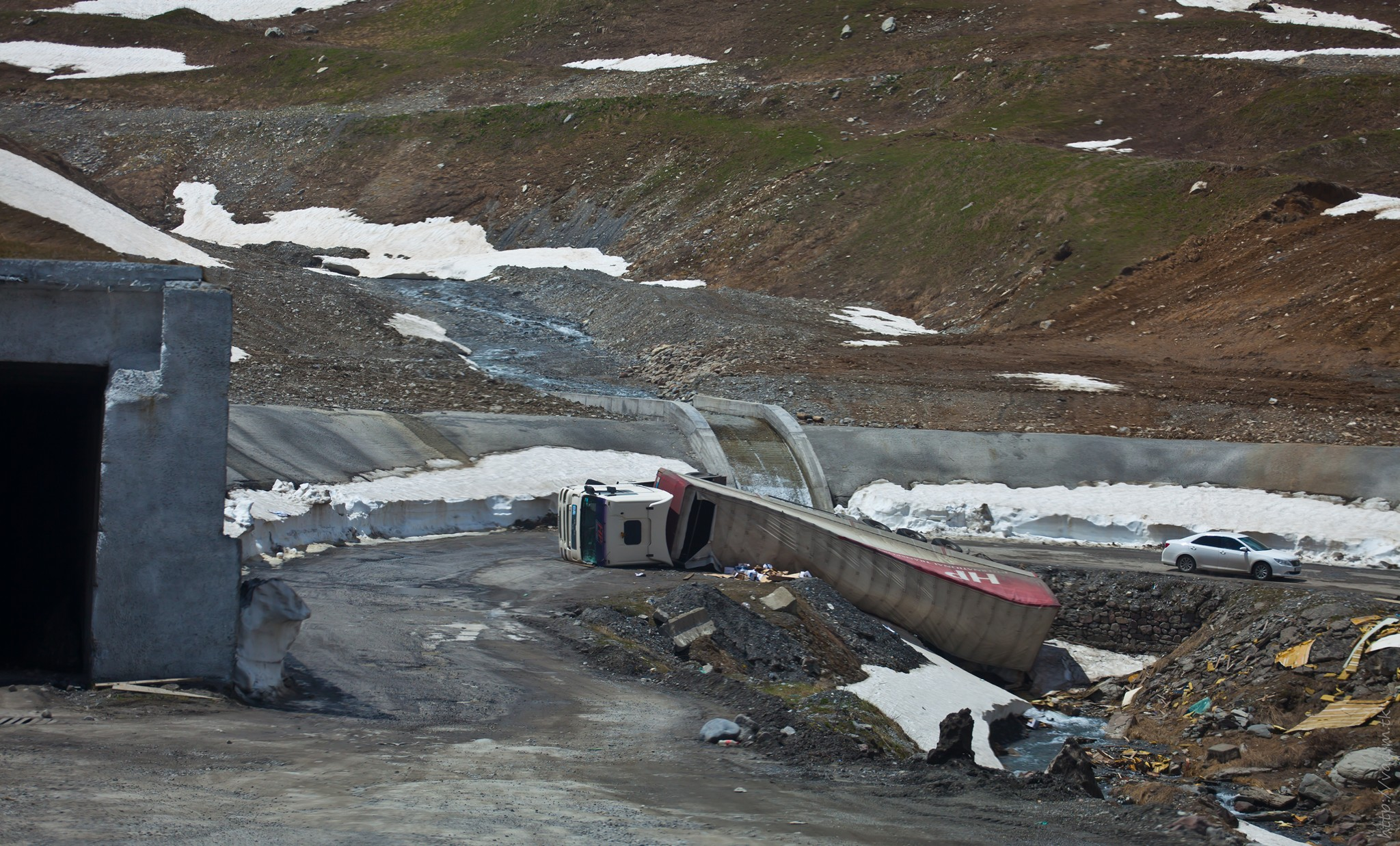
ДТП на Військово-Грузинській дорозі
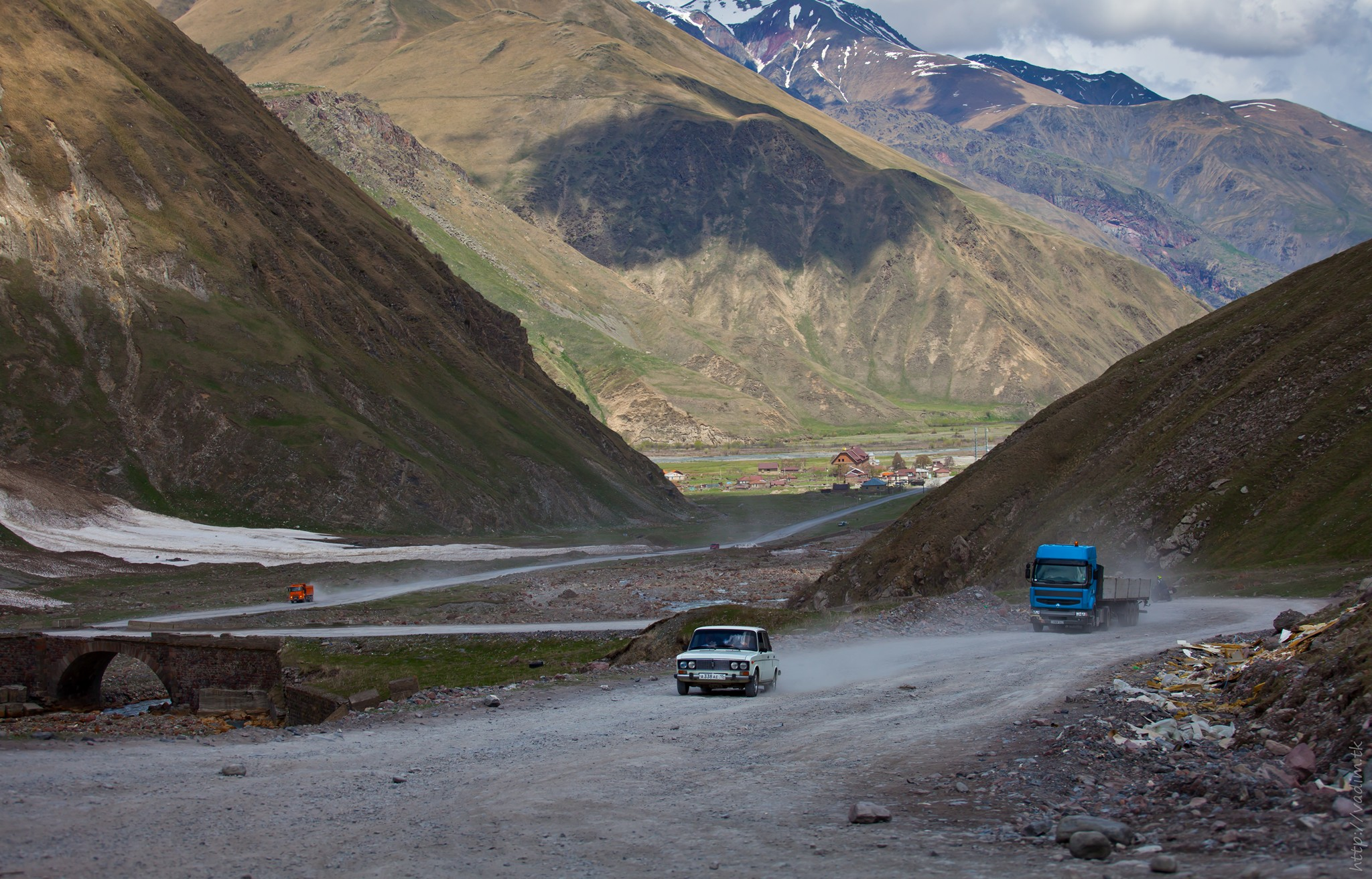
Під'їзд до села Сіоні
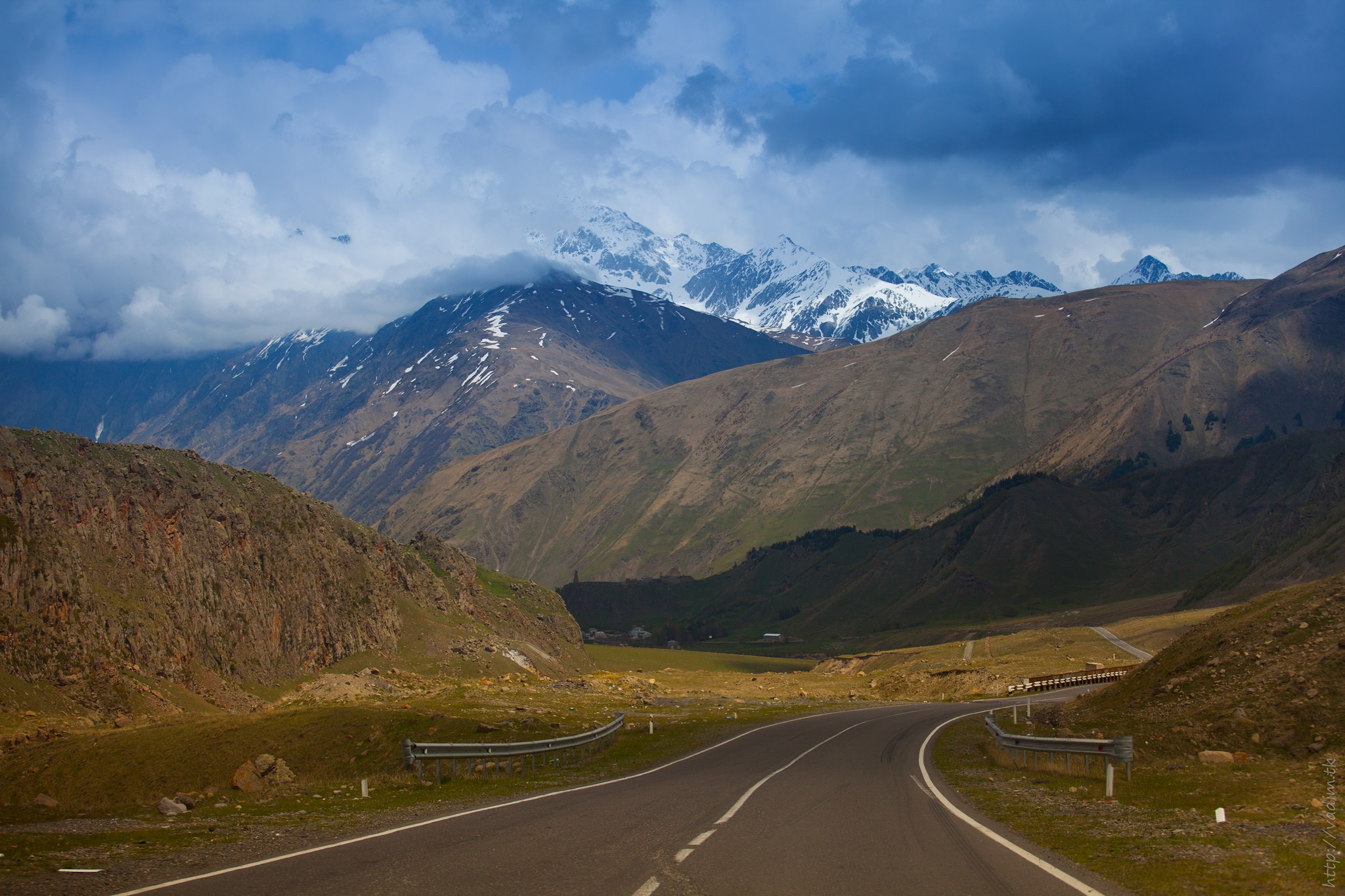
Ділянка Сіоні — Степанцмінда